# 塞加留
塞加留（義大利語：Segariu），是意大利撒丁大区南撒丁省的一个市镇。总面积16.69平方公里，人口1319人，人口密度79.0人/平方公里（2009年）。ISTAT代码为106017。